# آنالیز مختلط

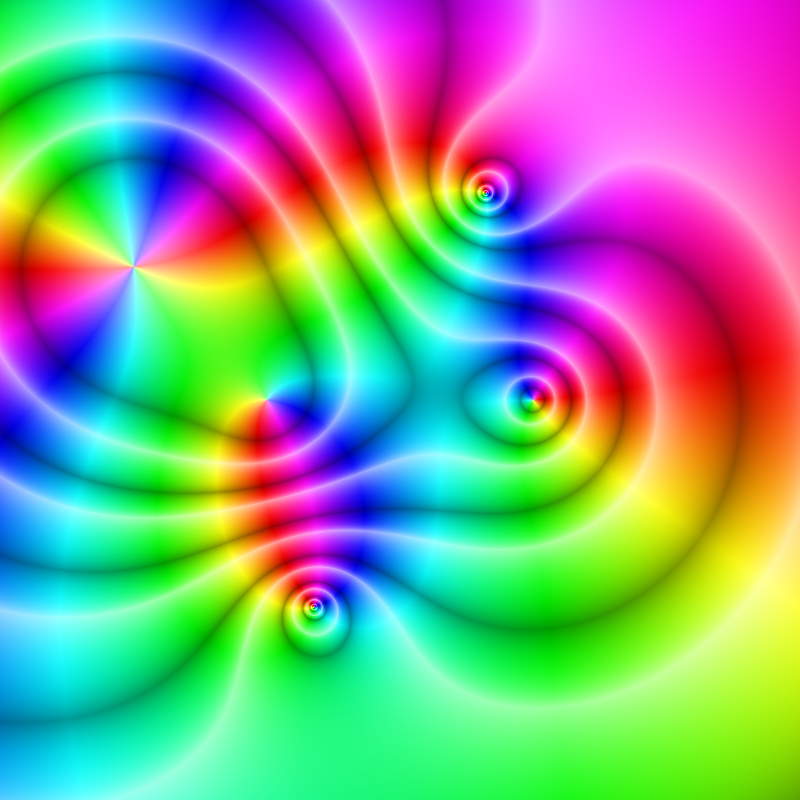
نمودار معروف به چرخ رنگی، در حقیقت نمودار این تابع مختلط است:
فام در این تصویر نماینده آرگومان و درخشش پیکسل های تصویر نماینده بزرگی عدد مختلط در آن نقطه است.

آنالیز مختلط (به انگلیسی: Complex Analysis) که در گذشته به آن نظریه توابع با یک متغیر مختلط می گفتند، شاخه ای از آنالیز ریاضی است که به بررسی توابع روی اعداد مختلط می پردازد. این شاخه در بسیاری از شاخه های دیگر ریاضیات مفید است چون: هندسه جبری، نظریه اعداد، ترکیبیات تحلیلی، ریاضیات کاربردی و همچنین در فیزیک، شامل شاخه های هیدرودینامیک، ترمودینامیک و به‌ویژه در مکانیک کوانتوم. همچنین آنالیز مختلط کاربردهایی در شاخه های مهندسی چون هسته ای، هوافضا، مکانیک و برق دارد.
از آنجا که تابع دیفرانسیل پذیر از یک متغیر مختلط برابر بسط تیلور آن است (یعنی تحلیلی است)، لذا آنالیز مختلط به طور خاص با توابع تحلیلی با متغیر مختلط سروکار دارد (یعنی تابع هولومورفیک).

## مفاهیم و قضیه‌های اساسی

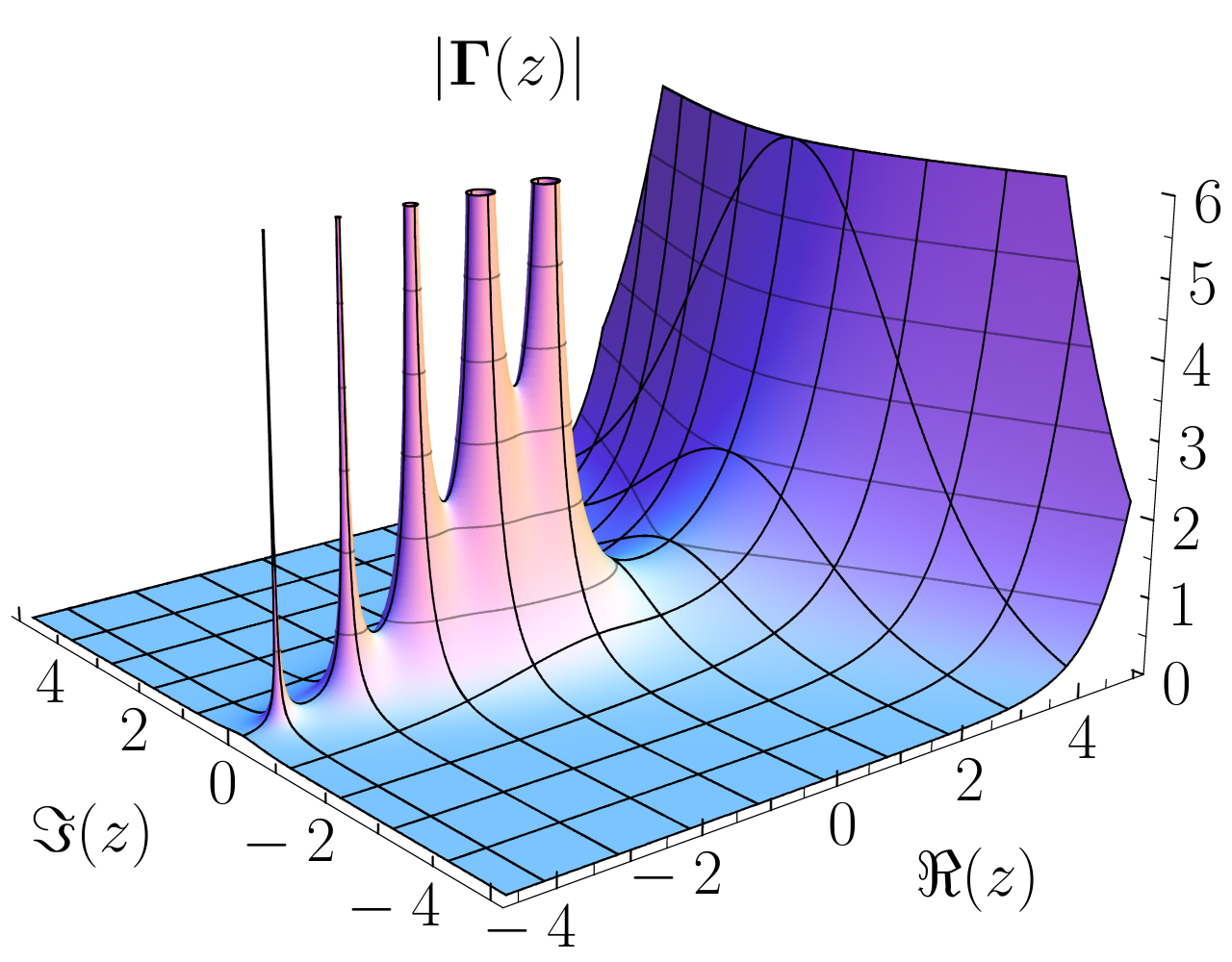
نظریه توابع با یک متغیر مختلط

### تابع مختلط
تابعی است که هم دامنه تعریف آن و هم مقدار آن هردو مختلط باشند. به این ترتیب، یک تابع مختلط، تابعی است با تعریف
{\displaystyle f\colon \,\mathbb {C} \to \mathbb {C} ,\;x+iy\mapsto f(x+iy)=u(x,y)+iv(x,y).}
از آنجا که {\displaystyle \mathbb {C} } با {\displaystyle \mathbb {R} ^{2}} هم‌ارز است، گاهی تعریف {\displaystyle f\colon \,\mathbb {R} ^{2}\to \mathbb {R} ^{2}} نیز بکار برده می‌شود.
این توابع بویژه در مطالعه هندسه فراکتال‌ها، و علوم مهندسی چون طراحی مدارات و سیستم‌های مختلف الکترنیکی و مخابراتی کاربرد بسیار فراوان دارند. توابع مختلط بر خلاف توابع حقیقی به صورت هندسی در صفحه قابل نمایش نیستند و به صورت دوبُعدی هستند. چندین روش برای نشان دادن اعداد مختلط وجود دارد. یکی از راه‌های نمایش این اعداد نمایش با استفاده از روش دکارتی می‌باشد. روش دوم نمایش این اعداد نمایش استاندارد می‌باشد. روش سوم و مهمترین روش نمایش اعداد مختلط نمایش قطبی می‌باشد. فرمول معروف اویلر ریاضی‌دان شهیر سوییسی نقش کلیدی در نمایش اعداد مختلط به گونه قطبی می‌باشد.

### مشتق‌پذیری
به تابعی که مختلط مشتق‌پذیر باشد، تابع تحلیلی یا تابع تمامریخت گفته می‌شود و آن زمانی است که حد زیر در دایره بازی، در اطراف نقطه {\displaystyle z_{0}} وجود داشته باشد. در اینجا مسلماً {\displaystyle z} یک مقدار مختلط است.
{\displaystyle f'(z_{0})=\lim _{z\rightarrow z_{0}}{f(z)-f(z_{0}) \over z-z_{0}}}
تعریف بالا، هم ارز است با شرایط کوشی-ریمان که به راحتی از آن به دست می‌آید.
{\displaystyle f(z)=u(z)+iv(z),\quad z=x+iy}:
{\displaystyle {\frac {\partial u}{\partial x}}={\frac {\partial v}{\partial y}}\quad ,\quad {\frac {\partial u}{\partial y}}=-{\frac {\partial v}{\partial x}}}

### فرمول کوشی
فرمول انتگرال کوشی یا به‌طور بهتر قضیه کوشی، برای هر تابعی که بر روی محیط خاصی تحلیلی باشد، صادق است:
{\displaystyle f(z)={\frac {1}{2\pi i}}\oint {\frac {f(z')}{z'-z}}dz'}
در اینجا، انتگرال مسیری، بر روی محیطی انجام می‌پذیرد که تابع در آن مشتق‌پذیر است.

### قضیه مانده‌ها
(انگلیسی: Residue theorem) به مقاله اصلی مراجعه شود.

### بسط دادن
بر خلاف، توابع حقیقی، بسط تیلور برای توابع تحلیلی، همیشه امکان‌پذیر است. از این گذشته، در شرایط خاصی نیز می‌توان از بسط لورنتس در این تئوری استفاده کرد.